# 長興站 (咸鏡南道)
長興站（韓語：장흥역）是朝鮮民主主義人民共和國咸鏡南道荣光郡的一個鐵路車站，属于新兴线。

## 邻近车站
新兴线
富民站 - 長興站 - 荣光站